# ГЕС Тайгер-Крік
ГЕС Тайгер-Крік — гідроелектростанція у штаті Каліфорнія (Сполучені Штати Америки). Знаходячись між ГЕС Салт-Спрінгс (43,5 МВт, вище по течії) та ГЕС Вест-Пойнт (14,1 МВт), входить до складу каскаду у сточищі річки Mokelumne, котра дренує західний схил гір Сьєрра-Невада та впадає праворуч до Сан-Хоакін незадовго до устя останньої у затоці Сан-Франциско.
Відпрацьована на верхній станції каскаду вода потрапляє до прокладеної по правобережжю North Fork Mokelumne (правий витік Mokelumne) дериваційної траси загальною протяжністю 28,6 км. Виконана переважно як канал, вона також включає 4,3 км тунелів та 0,5 км водоводів і на своєму шляху отримує додатковий ресурс з Cole Creek (водозабірна гребля довжиною 28 метрів), Bear River (гребля довжиною 31 метр та тунель довжиною 0,16 км), Beaver Creek (гребля довжиною 13 метрів), East Panther Creek (гребля довжиною 20 метрів) та West Panther Creek (гребля довжиною 18 метрів та водовід довжиною 1 км). Перші два є правими притоками North Fork Mokelumne, Beaver Creek впадає праворуч до Bear River, а останні два струмка після злиття утворюють Panther Creek — ще одну праву притоку North Fork Mokelumne.
Зазначена вище траса завершується у невеликому резервуарі на Тайгер-Крік (так само впадає праворуч до North Fork Mokelumne), який створений за допомогою греблі висотою 30 метрів та довжиною 148 метрів, має площу поверхні 0,05 км2 та об'єм 0,29 млн м3. Від нього по розділяючій Тайгер-Крік та North Fork Mokelumne гряді тягнеться ще один дериваційний канал довжиною 4 км, котрий досягає  верхнього балансувального резервуару Tiger Creek forebay. Останній утворений кільцевою дамбою висотою 10 метрів та довжиною 274 метри, котра утримує 52 тис. м3 води. Далі по схилу спускається наіпрний водовід довжиною біля 1,5 км з діаметром 2,4 метра, який подає ресурс до машинного залу, облаштованого біля устя Тайгер-Крік.
Основне обладнання станції становлять дві турбіни типу Пелтон загальною потужністю 60 МВт. Гідроагрегати використовують напір у 360 метрів та в 2017 році забезпечили виробітку 193 млн кВт-год електроенергії.
Відпрацьована вода потрапляє у нижній балансувальний резервуар, створений на North Fork Mokelumne за допомогою греблі висотою 30 метрів та довжиною 137 метрів, звідки спрямовується на наступну станцію каскаду.
Видача продукції відбувається по ЛЕП, розрахованій на роботу під напругою 230 кВ.